# Jean Debucourt
Jean Debucourt (19 de enero de 1894-22 de marzo de 1958) fue un actor de cine y teatro y director teatral francés.

## Biografía
Su verdadero nombre era Jean Etienne Pelisse, y nació en París, Francia. 
Empezó a trabajar en la Comédie-Française en 1936, llegando a ser miembro de la misma a partir de 1937. Hizo múltiples obras teatrales como director y, como actor, encarnó los más grandes papeles del repertorio. Además, enseñó en el Conservatorio Nacional Superior de Arte Dramático. Aparte de su trabajo teatral, Debucourt tuvo una intensa actividad cinematográfica.
Jean Debucourt falleció en Montgeron, Francia, en 1958.

## Carrera teatral fuera de la Comédie-Française
- 1924 : La Grande Duchesse et le garçon d'étage, de Alfred Savoir, escenografía de Charlotte Lysès, Teatro de l'Avenue
- 1924 : Chifforton, de André Birabeau, Teatro des Nouveautés
- 1929 : L'Amoureuse Aventure, de Paul Armont y Marcel Gerbidon, escenografía de Jacques Baumer, Teatro Édouard VII
- 1930 : Pardon, Madame, de Romain Coolus y André Rivoire, Teatro Michel
- 1932 : Il était une fois..., de Francis de Croisset, escenografía de Harry Baur, Teatro des Ambassadeurs
- 1933 : Le Bonheur d'Henry Bernstein, escenografía del autor, Teatro du Gymnase
- 1933 : Cette nuit là..., de Lajos Zilahy, escenografía de Lucien Rozenberg, Teatro de la Madeleine

## Carrera en la Comédie-Française
Como actor
1. El avaro, de Molière (1936)
2. Le Gendre de Monsieur Poirier, de Émile Augier, & Jules Sandeau (1936)
3. On ne badine pas avec l'amour, de Alfred de Musset
4. Denise, de Alejandro Dumas (hijo) (1936)
5. La Double Inconstance, de Marivaux (1936)
6. El misántropo, de Molière, escenografía de Jacques Copeau (1936)
7. Chacun sa vérité, de Luigi Pirandello, escenografía de Charles Dullin (1937)
8. La Brebis, de Edmond Sée (1937)
9. Le Vieil Homme, de Georges de Porto-Riche (1937)
10. La Marche nuptiale, de Henry Bataille (1937)
11. Le Menteur, de Pierre Corneille (1938)
12. La Robe rouge, de Eugène Brieux (1938)
13. Madame Sans-Gêne, de Victorien Sardou & Émile Moreau (1938)
14. Les Fausses Confidences, de Marivaux, escenografía de Maurice Escande (1938)
15. Un sombrero de paja de Italia, de Eugène Labiche & Marc-Michel, escenografía de Gaston Baty (1938)
16. le Veuf, de Carmontelle (1938)
17. Ruy Blas, de Victor Hugo, escenografía de Pierre Dux (1938)
18. Tricolore, de Pierre Lestringuez, escenografía de Louis Jouvet (1938)
19. Cantique des cantiques, de Jean Giraudoux, escenografía de Louis Jouvet (1938)
20. Carmosine, de Alfred de Musset, escenografía de Jean Debucourt (1938)
21. La Surprise de l'amour, de Marivaux (1938)
22. Cyrano de Bergerac, de Edmond Rostand, escenografía de Pierre Dux (1938)
23. Le Mariage de Figaro, de Pierre-Augustin Caron de Beaumarchais, escenografía de Charles Dullin (1939)
24. Las mujeres sabias, de Molière (1939)
25. On ne badine pas avec l'amour, de Alfred de Musset (1940)
26. Le Mariage forcé, de Molière (1940)
27. El Cid, de Pierre Corneille, escenografía de Jacques Copeau (1940)
28. Hamlet, de William Shakespeare/Guy de Pourtalès, escenografía de Charles Granval (1942)
29. L'Autre danger, de Maurice Donnay (1942)
30. Aimer, de Paul Géraldy (1943)
31. Antonio y Cleopatra, de William Shakespeare/André Gide, escenografía de Jean-Louis Barrault (1945)
32. Les Fiancés du Havre, de Armand Salacrou, escenografía de Pierre Dux (1945)
33. Quitte pour la peur, de Alfred de Vigny (1947)
34. La Peine capitale, de Claude-André Puget, escenografía de Julien Bertheau (1948)
35. Les Espagnols en Danemark, de Prosper Mérimée, escenografía de Jean Meyer (1948)
36. El misántropo, de Molière, escenografía de Pierre Dux (1948)
37. Sapho, de Alphonse Daudet, escenografía de Gaston Baty (1948)
38. Les Temps difficiles, de Édouard Bourdet, escenografía de Pierre Dux (1948)
39. le Prince travesti, de Marivaux (1949)
40. El Cid, de Pierre Corneille, escenografía de Julien Bertheau (1949)
41. Jeanne la Folle, de François Aman-Jean, escenografía de Jean Meyer (1949)
42. Otelo, de William Shakespeare/Georges Neveux, escenografía de Jean Meyer (1950)
43. Le Conte d'hiver, de William Shakespeare, escenografía de Julien Bertheau (1950)
44. Un voisin sait tout, de Gérad Bauer, escenografía de Jean Debucourt (1950)
45. Donogoo, de Jules Romains, escenografía de Jean Meyer (1951)
46. Como gustéis, de William Shakespeare/Jules Supervielle, escenografía de Jacques Charon (1951)
47. Don Juan, de Molière, escenografía de Jean Meyer (1952)
48. Monsieur Le Trouhadec saisi par la débauche, de Jules Romains, escenografía de Jean Meyer (1953)
49. Port-Royal, de Henry de Montherlant, escenografía de Jean Meyer (1954)
50. Las mujeres sabias, de Molière, escenografía de Jean Meyer (1956)
51. Brocéliande, de Henry de Montherlant, escenografía de Jean Meyer (1956)

Como director
- 1941 : André del Sarto, de Alfred de Musset
- 1942 : Le Cheval arabe, de Julien Luchaire
- 1948 : Horacio, de Pierre Corneille
- 1948 : Les Femmes du bœuf, de Jacques Audiberti
- 1949 : Le Prince travesti, de Marivaux
- 1950 : La Belle Aventure, de Gaston Arman de Caillavet, Robert de Flers y Étienne Rey

## Filmografía
- 1919 : La Double Existence du docteur Mozart, de Jean Grétillat
- 1922 : Tempêtes, de Robert Boudrioz
- 1922 : Sans fortune, de Géo Kessler
- 1923 : Le Petit Chose, de André Hugon
- 1924 : La Rue du pavé d'amour, de André Hugon
- 1925 : Jean Chouan, de Luitz-Morat
- 1928 : Madame Récamier, de Gaston Ravel
- 1928 : La Chute de la maison Usher, de Jean Epstein
- 1929 : La Merveilleuse Vie de Jeanne d'Arc, fille de Lorraine, de Marco de Gastyne
- 1931 : Un soir au front, de Alexandre Ryder
- 1931 : Mistigri, de Harry Lachmann
- 1933 : Le Gendre de Monsieur Poirier, de Marcel Pagnol
- 1933 : L'Agonie des aigles, de Roger Richebé
- 1933 : Le Mari garçon, de Alberto Cavalcanti
- 1933 : Marchande d'espoirs
- 1934 : Maître Bolbec et son mari, de Jacques Natanson
- 1934 : Le Prince Jean, de Jean de Marguenat
- 1935 : Kœnigsmark, de Maurice Tourneur
- 1935 : Le Clown Bux, de Jacques Natanson
- 1935 : Parlez-moi d'amour, de René Guissart
- 1936 : Un grand amour de Beethoven, de Abel Gance
- 1936 : Mayerling, de Anatole Litvak
- 1936 : La Pocharde, de Jean Kemm y Jean-Louis Bouquet
- 1936 : Les Loups entre eux, de Léon Mathot
- 1937 : La Dame de Malacca, de Marc Allégret
- 1939 : De Mayerling à Sarajevo, de Max Ophüls
- 1940 : Tempête, de Bernard-Deschamps
- 1940 : Retour au bonheur, de René Jayet
- 1942 : Dernier atout, de Jacques Becker
- 1942 : Malaria, de Jean Gourguet
- 1942 : Coup de feu dans la nuit, de Robert Péguy
- 1942 : Lettres d'amour, de Claude Autant-Lara
- 1942 : Monsieur de Lourdines, de Pierre de Hérain
- 1942 : Marie-Martine, de Albert Valentin
- 1942 : Les affaires sont les affaires, de Jean Dréville
- 1943 : La Malibran, de Sacha Guitry
- 1943 : Le ciel est à vous, de Jean Grémillon
- 1943 : Douce, de Claude Autant-Lara
- 1945 : Son dernier Noël, de Jean Gourguet
- 1945 : Tant que je vivrai, de Jacques de Baroncelli
- 1946 : Roger la Honte, de André Cayatte
- 1946 : L'Idiot, de Georges Lampin
- 1946 : Le Diable au corps, de Claude Autant-Lara
- 1946 : La Femme en rouge, de Louis Cuny
- 1946 : Rendez-vous à Paris, de Gilles Grangier
- 1946 : Le Visiteur, de Jean Dréville
- 1946 : Le Fugitif, de Robert Bibal
- 1946 : Désarroi, de Robert-Paul Dagan
- 1946 : Torrents, de Serge de Poligny
- 1947 : Vertiges, de Richard Pottier
- 1947 : Monsieur Vincent, de Maurice Cloche
- 1947 : Non coupable, de Henri Decoin
- 1947 : La Dame d'onze heures, de Jean-Devaivre
- 1947 : Carrefour du crime de Jean Sacha
- 1947 : L'Aigle à deux têtes, de Jean Cocteau
- 1948 : Le Crime des justes, de Jean Gehret
- 1948 : Pattes blanches, de Jean Grémillon
- 1948 : L'échafaud peut attendre, de Albert Valentin
- 1948 : D'homme à hommes, de Christian-Jaque
- 1948 : Le Diable boiteux, de Sacha Guitry
- 1949 : Le Secret de Mayerling, de Jean Delannoy
- 1949 : Dernier Amour, de Jean Stelli
- 1949 : Rome Express, de Christian Stengel
- 1949 : Prélude à la gloire, de Georges Lacombe
- 1949 : La Belle que voilà, de Jean-Paul Le Chanois
- 1950 : Caroline chérie, de Richard Pottier
- 1950 : Justicia cumplida (Justice est faite), de André Cayatte
- 1951 : Identité judiciaire, de Hervé Bromberger
- 1951 : La Poison, de Sacha Guitry
- 1951 : Le Petit Monde de Don Camillo de Julien Duvivier
- 1951 : Barbe-Bleue, de Christian-Jaque
- 1951 : Procès au Vatican, de René Haguet
- 1951 : Jocelyn, de Jacques de Casembroot
- 1951 : Le Cap de l'Espérance, de Raymond Bernard
- 1952 : Fanfan la Tulipe, de Christian-Jaque
- 1952 : Nez de cuir, de Yves Allégret
- 1952 : Les Sept Péchés capitaux (segmento L'Orgueil), de Claude Autant-Lara
- 1952 : La Jeune Folle, de Yves Allégret
- 1952 : La carroza de oro, de Jean Renoir
- 1952 : Il est minuit, Docteur Schweitzer, de André Haguet
- 1952 : La Danseuse nue, de Pierre Louis
- 1952 : Mon curé chez les riches, de Henri Diamant-Berger
- 1952 : Les Dents longues, de Daniel Gélin
- 1952 : Ouvert contre X, de Richard Pottier
- 1953 : Le Chasseur de chez Maxim's, de Henri Diamant-Berger
- 1953 : La nuit est à nous, de Jean Stelli
- 1953 : Les Révoltés de Lomanach, de Richard Pottier
- 1953 : Le Secret d'Hélène Marimon, de Henri Calef
- 1953 : Les Amoureux de Marianne, de Jean Stelli
- 1953 : Mam'zelle Nitouche, de Yves Allégret
- 1953 : Madame de..., de Max Ophüls
- 1953 : Le Retour de Don Camillo, de Julien Duvivier
- 1953 : Cent ans de gloire ou La médaille militaire, de Serge de Poligny
- 1954 : Le Fils de Caroline Chérie, de Jean-Devaivre
- 1954 : Napoléon, de Sacha Guitry
- 1955 : Huis clos, de Jacqueline Audry
- 1955 : Nana, de Christian-Jaque
- 1955 : Les Hommes en blanc, de Ralph Habib
- 1955 : El loco del pelo rojo, de Vincente Minnelli
- 1955 : Milord l'Arsouille, de André Haguet
- 1955 : Marguerite de la nuit, de Claude Autant-Lara
- 1956 : Si Paris nous était conté, de Sacha Guitry
- 1956 : La Lumière d'en face, de Georges Lacombe
- 1956 : Don Camillo e l'onorevole Peppone, de Carmine Gallone
- 1956 : Mon curé chez les pauvres, de Henri Diamant-Berger
- 1956 : Le Salaire du péché, de Denys de La Patellière
- 1956 : Les Sorcières de Salem, de Raymond Rouleau
- 1956 : Les Aventures de Till l'espiègle, de Gérard Philipe yt Joris Ivens
- 1957 : Quand la femme s'en mêle, de Yves Allégret
- 1957 : Maigret tend un piège, de Jean Delannoy